# Una nave in una foresta
Una nave in una foresta è il settimo album in studio del gruppo musicale italiano Subsonica, pubblicato il 23 settembre 2014 dalla Universal Music Group.

## Descrizione
Per promuovere il disco la band è stata impegnata nell'autunno 2014 nella tournée In una foresta che ha fatto tappa nei palasport italiani. Nel mese di aprile 2015 c'è stato un breve tour europeo (5 concerti tenuti a Lugano, Parigi, Bruxelles, Londra e Amsterdam), poi nei mesi estivi la band è tornata in Italia per una lunga serie di date.

## Tracce
1. Una nave in una foresta – 5:31 (Samuel Romano, Max Casacci)
2. Tra le labbra – 4:02 (testo: Max Casacci – musica: Max Casacci, Davide Dileo)
3. Lazzaro – 4:10 (testo: Max Casacci, Samuel Romano – musica: Samuel Romano, Davide Dileo)
4. Attacca il panico – 3:37 (testo: Samuel Romano, Max Casacci – musica: Davide Dileo)
5. Di domenica – 3:52 (testo: Samuel Romano, Max Casacci – musica: Davide Dileo)
6. I cerchi degli alberi – 4:00 (testo: Max Casacci – musica: Max Casacci, Davide Dileo)
7. Specchio – 3:25 (testo: Max Casacci – musica: Max Casacci, Davide Dileo)
8. Ritmo Abarth – 4:30 (testo: Samuel Romano, Max Casacci – musica: Davide Dileo, Max Casacci)
9. Licantropia – 3:37 (testo: Max Casacci – musica: Davide Dileo, Samuel Romano)
10. Il terzo paradiso (feat. Michelangelo Pistoletto) – 6:40 (testo: Max Casacci, Michelangelo Pistoletto – musica: Davide Dileo, Max Casacci)

## Formazione
- Samuel Umberto Romano – voce, cori
- Massimiliano Casacci – chitarra elettrica, chitarra acustica, programmazione, cori, produzione
- Davide Dileo – tastiera, sintetizzatore, sintetizzatore modulare, pianoforte, rhodes, programmazione, cori
- Luca Vicini – basso, basso synth
- Enrico Matta – batteria, percussioni, programmazione

## Classifiche

### Classifiche settimanali
| Classifica (2014) | Posizione massima |
| ----------------- | ----------------- |
| Italia            | 1                 |

### Classifiche di fine anno
| Classifica (2014) | Posizione |
| ----------------- | --------- |
| Italia            | 32        |
| Classifica (2015) | Posizione |
| Italia            | 84        |